# Call of Duty: Modern Warfare Remastered
Call of Duty: Modern Warfare Remastered — комп'ютерна гра в жанрі шутера від першої особи, розроблена американською студією Raven Software та видана компанією Activision у листопаді 2016 року, яка є ремастером версії Call of Duty 4: Modern Warfare 2007 року. Спочатку гра була випущена як частина Deluxe-видання Call of Duty: Infinite Warfare на PlayStation 4, Xbox One та Windows, але в середині 2017 Modern Warfare Remastered вийшла автономно. В основі сюжету – боротьба Особливої повітряної служби Великобританії (SAS) та Корпусу морської піхоти США (USMC) проти сепаратизму та ультранаціоналізму.
Розробка гри почалася після розповсюдження онлайн-петицій із вимогою зробити ремастер Modern Warfare. Як головний розробник оновленої версії виступила Raven Software, яка брала активну участь у розробці попередніх ігор франшизи Call of Duty, тоді як творці оригінальної гри, Infinity Ward, виступили як виконавчий продюсер і консультант. Modern Warfare Remastered включає великі графічні поліпшення, оновлені анімації і перероблені оригінальні звукові ефекти з додаванням нових, зберігаючи при цьому ігровий процес оригіналу з невеликими змінами. У ремастер включений новий контент для мультиплеєра та додаткові чити та досягнення.
Оновлена версія Modern Warfare отримала позитивні відгуки від критиків та гравців – основними її плюсами називали покращену графіку, перероблений звук, геймплей та сюжет. У той же час, оновлений мультиплеєр критикували за проблеми з балансом, а поодиноку кампанію за ритм та ігровий штучний інтелект. Крім цього, гра стала головним об'єктом численних суперечок через рішення Activision випустити її виключно як частину Deluxe-видання Infinite Warfare та включення мікротранзакцій із завищенням цін.

## Ігровий процес
Call of Duty: Modern Warfare Remastered є шутером від першої особи, в якому гравець по черзі керує кількома персонажами під час одиночної кампанії. Гра включає деякі модифікації, на кшталт коригування часу для існуючих анімацій, залишаючись у своїй майже ідентичними оригіналу. У положенні лежачи видно руки ігрового персонажа та споряджену зброю. У розрахованому на багато користувачів режимі гравці тепер можуть знущатися над противником — наприклад, оглянути зовнішній вигляд своєї зброї, призначеної для приниження переможеного гравця.
Однокористувацька кампанія повністю ідентична своєму оригіналу, зберігаючи ті самі колекційні предмети і чіти. Гра має повну підтримку досягнень у PlayStation Network і Xbox Live з додаванням кількох нових трофеїв - до цього трофеї в Modern Warfare були відсутні через те, що оригінал вийшов до їх появи.
У Modern Warfare Remastered є повністю оновлений мультиплеєр, що має подібності з попередніми іграми серії Call of Duty. Він включає ті самі види зброї, режими гри, нагороди за серію вбивств, що дозволяють викликати військові літаки для повітряної атаки противників або сканування, і перки, що і оригінальний Modern Warfare. Серед режимів, представлених у грі, є «Командний бій», «Гра зі зброєю», в якому гравець отримує нову зброю за вбивство супротивників, та «Штаб», де гравці намагаються захопити та захистити певну область карти від команди ворога.
Крім цього, до ремастера додано новий режим — «Полювання за реквізитом». У грі є функція, що була у попередніх іграх серії — внутрішньоігрові медалі, які присуджуються гравцям за вбивство супротивника за особливих обставин (наприклад, якщо гравець убив близько п'ятьох гравців поспіль не померши).